# Otsuka (quartier)
Pour les articles homonymes, voir Otsuka.
Ōtsuka (大塚) est un quartier de l'arrondissement de Toshima, à Tōkyō ,au Japon.

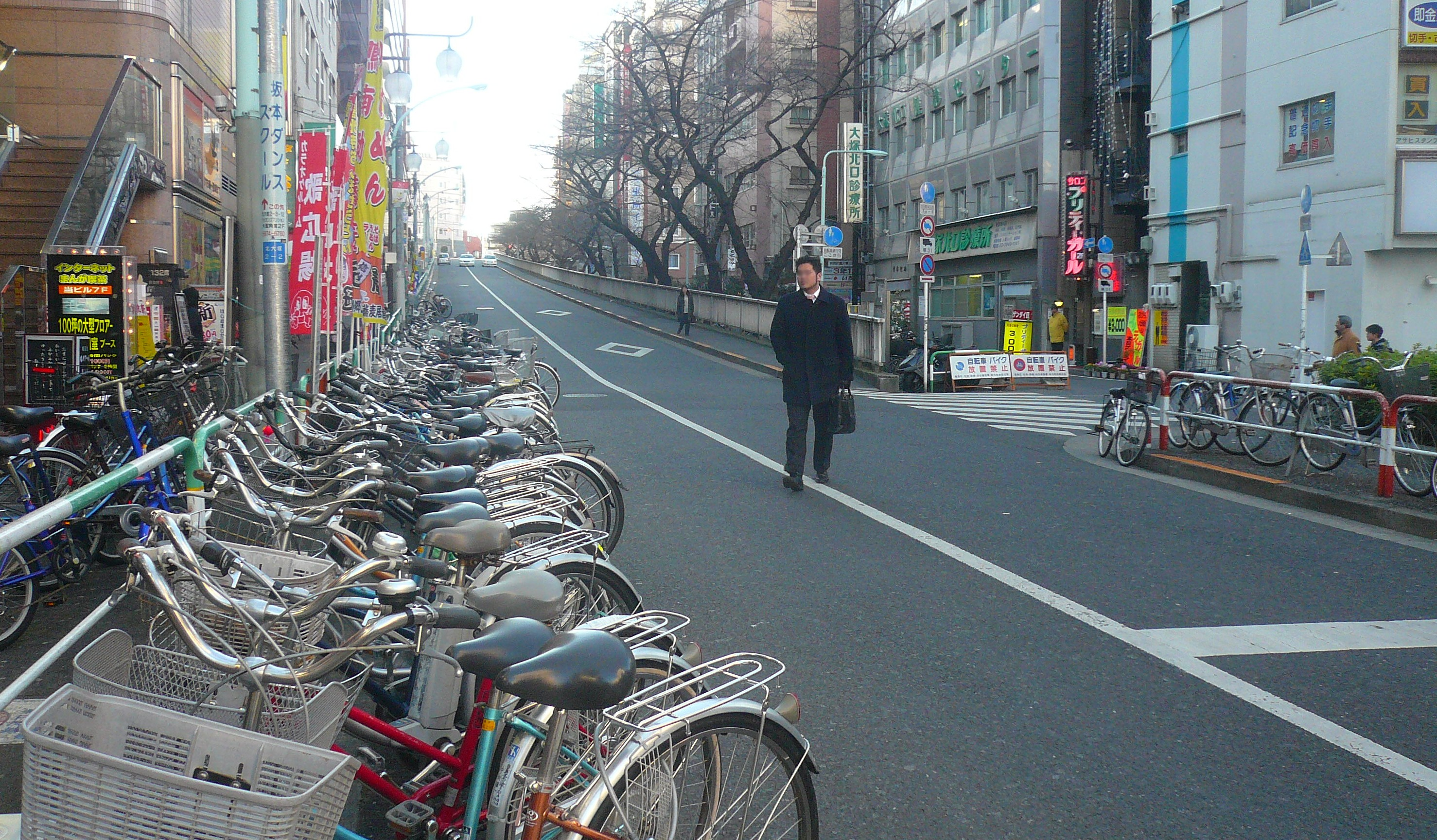
Près de la gare JR.

On y trouve deux gares/stations l'une à côté de l'autre :
- la gare d'Ōtsuka, sur la ligne Yamanote du réseau JR East ;
- la gare Ōtsuka eki-mae de la ligne Toden Arakawa du Réseau Toei.

|              |                            | Komagome                   | -                          | Tabata                     | -                          | Nishi-Nippori              | -                          | Nippori                    | -                          | Uguisudani                 | -                          | Ueno         |
| Sugamo       | Gares de la ligne Yamanote | Gares de la ligne Yamanote | Gares de la ligne Yamanote | Gares de la ligne Yamanote | Gares de la ligne Yamanote | Gares de la ligne Yamanote | Gares de la ligne Yamanote | Gares de la ligne Yamanote | Gares de la ligne Yamanote | Gares de la ligne Yamanote | Gares de la ligne Yamanote | Okachimachi  |
| Ōtsuka       | Gares de la ligne Yamanote | Gares de la ligne Yamanote | Gares de la ligne Yamanote | Gares de la ligne Yamanote | Gares de la ligne Yamanote | Gares de la ligne Yamanote | Gares de la ligne Yamanote | Gares de la ligne Yamanote | Gares de la ligne Yamanote | Gares de la ligne Yamanote | Gares de la ligne Yamanote | Akihabara    |
| Ikebukuro    | Gares de la ligne Yamanote | Gares de la ligne Yamanote | Gares de la ligne Yamanote | Gares de la ligne Yamanote | Gares de la ligne Yamanote | Gares de la ligne Yamanote | Gares de la ligne Yamanote | Gares de la ligne Yamanote | Gares de la ligne Yamanote | Gares de la ligne Yamanote | Gares de la ligne Yamanote | Kanda        |
| Mejiro       | Gares de la ligne Yamanote | Gares de la ligne Yamanote | Gares de la ligne Yamanote | Gares de la ligne Yamanote | Gares de la ligne Yamanote | Gares de la ligne Yamanote | Gares de la ligne Yamanote | Gares de la ligne Yamanote | Gares de la ligne Yamanote | Gares de la ligne Yamanote | Gares de la ligne Yamanote | Tokyo        |
| Takadanobaba | Gares de la ligne Yamanote | Gares de la ligne Yamanote | Gares de la ligne Yamanote | Gares de la ligne Yamanote | Gares de la ligne Yamanote | Gares de la ligne Yamanote | Gares de la ligne Yamanote | Gares de la ligne Yamanote | Gares de la ligne Yamanote | Gares de la ligne Yamanote | Gares de la ligne Yamanote | Yūrakuchō    |
| Shin-Ōkubo   | Gares de la ligne Yamanote | Gares de la ligne Yamanote | Gares de la ligne Yamanote | Gares de la ligne Yamanote | Gares de la ligne Yamanote | Gares de la ligne Yamanote | Gares de la ligne Yamanote | Gares de la ligne Yamanote | Gares de la ligne Yamanote | Gares de la ligne Yamanote | Gares de la ligne Yamanote | Shimbashi    |
| Shinjuku     | Gares de la ligne Yamanote | Gares de la ligne Yamanote | Gares de la ligne Yamanote | Gares de la ligne Yamanote | Gares de la ligne Yamanote | Gares de la ligne Yamanote | Gares de la ligne Yamanote | Gares de la ligne Yamanote | Gares de la ligne Yamanote | Gares de la ligne Yamanote | Gares de la ligne Yamanote | Hamamatsuchō |
| Yoyogi       | Gares de la ligne Yamanote | Gares de la ligne Yamanote | Gares de la ligne Yamanote | Gares de la ligne Yamanote | Gares de la ligne Yamanote | Gares de la ligne Yamanote | Gares de la ligne Yamanote | Gares de la ligne Yamanote | Gares de la ligne Yamanote | Gares de la ligne Yamanote | Gares de la ligne Yamanote | Tamachi      |
| Harajuku     | -                          | Shibuya                    | -                          | Ebisu                      | -                          | Meguro                     | -                          | Gotanda                    | -                          | Ōsaki                      | -                          | Shinagawa    |